# Glarus kanton
Glarus (svájci német dialektusban Glaris, franciául Glaris, olaszul Glarona, rétorománul Glaruna) kanton Svájc keleti felén. Lakosságának négyötöde német anyanyelvű. Székhelye Glarus.

## Története

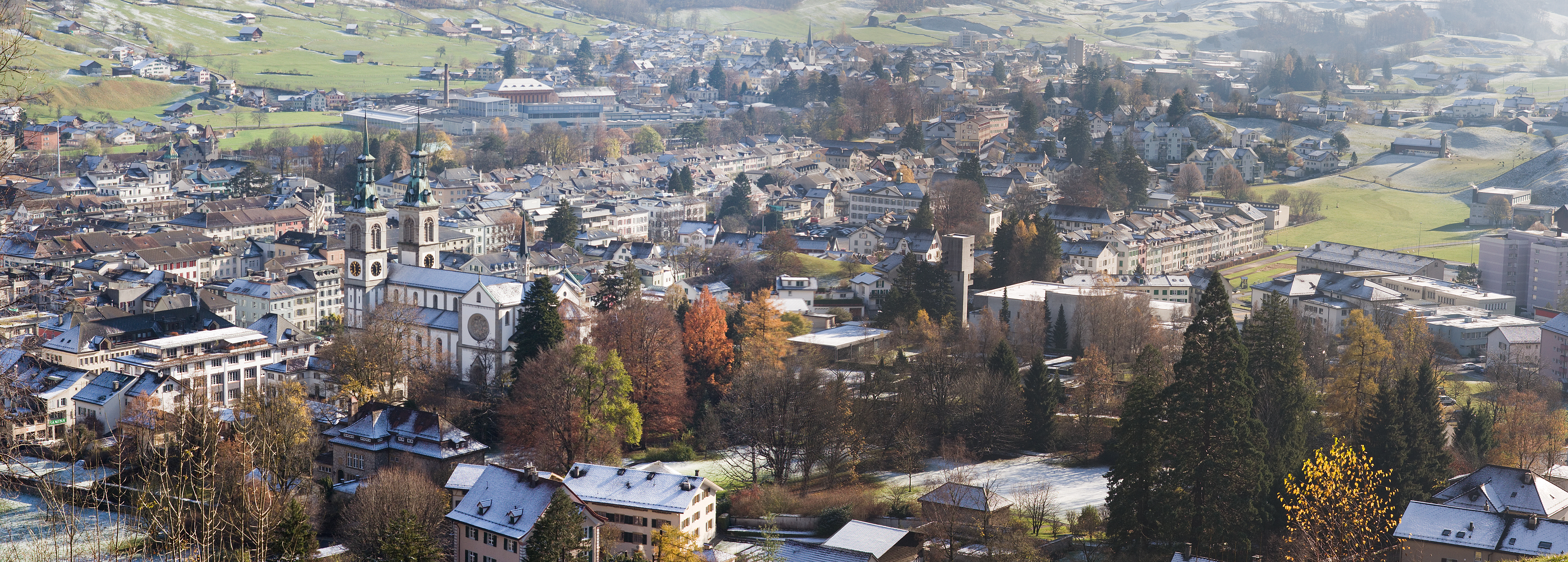
Glarus, a kanton székhelye

A legenda szerint a Linth-völgy népét egy ír születésű szerzetes, Säckingeni Fridolin térítette meg a kereszténységre a 6. században. A később szentté avatott Fridolin alapította a säckingeni kolostort is 538-ban. Az alemannok a 8. század elején kezdtek el a völgybe települni és nyelvük a 11. századra dominánssá vált a környéken. A 9. századtól kezdve a Glarus (akkori nevén Clarona) környéki földek a säckingeni kolostor birtokába mentek át, 1288-ban pedig a kolostor jogai a Habsburgokhoz kerültek. 
Glarus 1352-ben csatlakozott az Ósvájci Konföderáció három alapítójához, mint a Nyolcak Szövetségének (Bund der Acht Orte) egyike. A kantoni népgyűlésről (Landsgemeinde) az első feljegyzés 1387-ből származik. 1388-ban a näfelsi csatában visszaverték a völgy visszahódítására érkező Habsburg-csapatokat. A csatában a glarusiak Szent Fridolint ábrázoló zászló köré gyűltek, és ettől kezdve szerepel a szent a kanton zászlaján és címerén. 
1517-ben Werdenberget a kantonhoz csatolták. 1506 és 1516 között Glarusban prédikált a későbbi vallásreformer, Ulrich Zwingli. A kanton a reformáció után is katolikus maradt és 1564-re Zwingli valamennyi követőjét elűzték. A protestantizmus azonban ennek ellenére elterjedt és a kanton 1623-ban úgy döntött, hogy a katolikusok és protestánsok külön gyűléseznek, 1683-tól kezdve pedig külön törvényszékeik is voltak. 

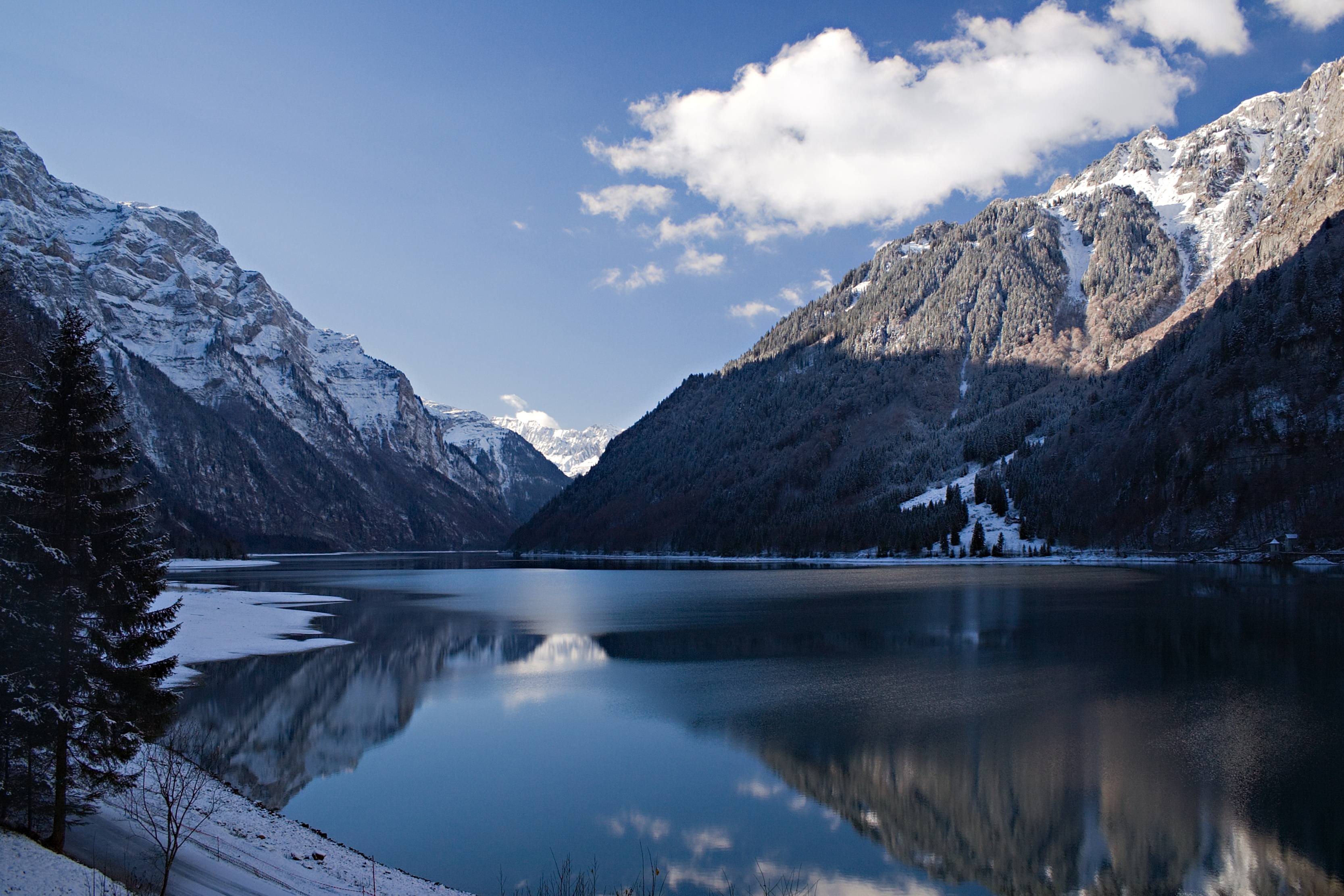
A Klöntalersee

1798 és 1803 között Glarus a Napóleon által létrehozott Linth kanton része volt. 1836-ban létrejött a kanton alkotmánya, amelyben egyesítették az addig vallási alapon kettéválasztott népgyűlést. 
2007-ben Glarus volt az első svájci kanton, amelyik 16 évre csökkentette a választójog határát. 

## Földrajza
Glarus kantont délről Graubünden, északról és keletről Sankt Gallen, nyugatról Schwyz, délnyugatról pedig Uri kantonok határolják. 
Glarus kanton 685 négyzetkilométernyi területének kb. a kétharmada alkalmas mezőgazdasági vagy erdészeti hasznosításra. A kanton földrajzát a Linth-folyó mély völgye, valamint a kisebb keleti Sernftal határozza meg. Területének nagy része hegyvidék (Glarusi Alpok). Legmagasabb pontja a 3 614 méteres Tödi. A kanton területén helyezkedik el az a geológiai vetődés, amely 2008-ban Sardonai svájci tektonikus terület néven az UNESCO Világörökség-listájára is felkerült.  A kanton északi határát részben a Walensee déli partja alkotja. A legnagyobb, teljes a kantonban elhelyezkedő tó a helyi vízerőműhöz jelentősen felduzzasztott Klöntalersee.

## Közigazgatása

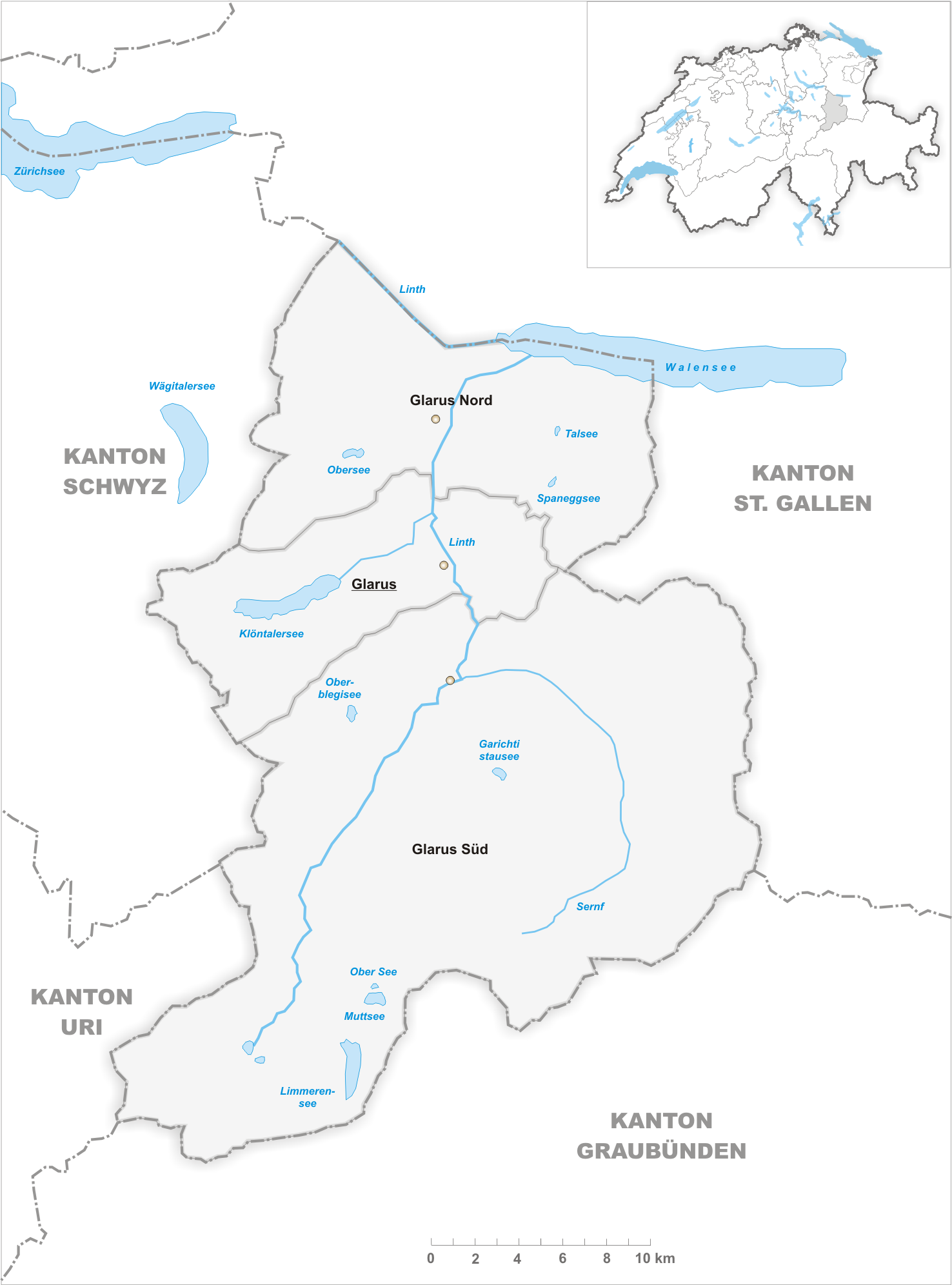
A kanton a közigazgatási reform után

2011. január 1-től a kanton korábbi 25 önkormányzatát 3 önkormányzattá vonták össze:
- Glarus Nord (korábban Bilten, Filzbach, Mollis, Mühlehorn, Näfels, Niederurnen, Oberurnen és Obstalden)
- Glarus (korábban Glarus, Ennenda, Netstal és Riedern)
- Glarus Süd (korábban Betschwanden, Braunwald, Elm, Engi, Haslen, Linthal, Luchsingen, Matt, Mitlödi, Rüti, Schwanden, Schwändi és Sool)

## Népessége
A kanton lakossága 2012-ben 39,369 fő volt. Egy 2007-es felmérés szerint Glarusban 7 314 külföldi állampolgár (a lakosság 19,13%-a) élt. A glarusbeliek 87,3%-ának német, 6,8%-ának pedig olasz az anyanyelve. A lakosok 35,5%-a evangélikus, 34,8%-a pedig római katolikus vallású. 2013-ban a munkanélküliség 2,48% volt. 

## Gazdasága
A középkorban a marhatenyésztés mellett a palabányászat és gyapjúfeldolgozás jellemezte a vidék gazdasági életét. A 19. században a kanton gyors iparosodáson ment keresztül, különösen gyorsan nőtt a textilipar. Később a gazdaság diverzifikálódott, ma az ipari termelést egyaránt adják a gép-, elektronikai-, műanyag-, élelmiszer- és vegyipari üzemek. A kantonban egyaránt készítenek bútort, építőanyagot, elektronikai termékeket és sífelvonókat. A gyártást segíti Zürich, mint kereskedelmi központ közelsége. A dolgozók több mint 40%-a dolgozik az ipari termelésben, több mint bármely más svájci kantonban. 

## Fordítás
- Ez a szócikk részben vagy egészben  a   Canton of Glarus című angol Wikipédia-szócikk ezen változatának fordításán alapul.  Az eredeti cikk szerkesztőit annak laptörténete sorolja fel. Ez a jelzés csupán a megfogalmazás eredetét és a szerzői jogokat jelzi, nem szolgál a cikkben szereplő információk forrásmegjelöléseként.